# Ardipithecus
Ardipithecus ist eine ausgestorbene Gattung der Primaten aus der Familie der Menschenaffen, die vor rund 6 bis 4 Millionen Jahren in Äthiopien vorkam. Die Gattung zählt zu den ältesten bekannten Arten in der Entwicklungslinie der Hominini. Die Typusart Ardipithecus ramidus gehört möglicherweise zu den direkten Vorfahren der Gattungen Australopithecus und Homo oder steht ihnen zumindest sehr nahe.

## Namensgebung
Die Bezeichnung der Gattung Ardipithecus ist teils aus der Afar-Sprache abgeleitet (von „ardi“ = Erdboden), teils aus dem Griechischen (von „πίθηκος“, altgriechisch ausgesprochen „píthēkos“ = Affe). Der Artname der Typusart, Ardipithecus ramidus, ist ebenfalls der Afar-Sprache entlehnt (ramid, „Wurzel“). Ardipithecus ramidus bedeutet folglich sinngemäß „Bodenaffe an der Wurzel des Menschen“.

## Erstbeschreibung
Als Holotypus der Gattung und zugleich der Typusart Ardipithecus ramidus wurden im September 1994 in der Erstbeschreibung zehn zusammengehörige Zähne aus einem Oberkiefer und einem Unterkiefer benannt (Archiv-Nummer ARA-VP-6/1). Als Paratypen wurden zahlreiche weitere Zähne und einige andere Skelettfragmente von 17 Individuen aus Aramis ausgewiesen.
1994, in der Erstbeschreibung, wurden diese Fossilien noch keiner neuen Gattung zugeordnet, sondern als Australopithecus ramidus einer zusätzlichen Art der Gattung Australopithecus zugeschrieben. Bereits 1995 wurde die Art jedoch von der gleichen Forschergruppe mittels eines kurzen Corrigendums unter dem neuen Gattungsnamen Ardipithecus neben die Gattung Australopithecus gestellt.

## Weitere Funde
Im Oktober 2009 wurde in Science eine umfassende Analyse des nahezu vollständig erhaltenen Fossils „Ardi“ und mehrerer Dutzend weiterer Funde von Ardipithecus ramidus publiziert.
Die zweite beschriebene Art der Gattung, Ardipithecus kadabba wurde 2001 von ihrem Entdecker zunächst als Unterart von Ardipithecus ramidus benannt (als Ardipithecus ramidus kadabba), 2004 jedoch als eigene Art neben Ardipithecus ramidus gestellt. Zugleich wurde allerdings angemerkt, dass die Gattungen Ardipithecus, Sahelanthropus und Orrorin zum gleichen Formenkreis gehören und – nach dem Auffinden weiterer Fundstücke – möglicherweise einer einzigen Gattung zugeordnet werden könnten.
Eine anatomische Nähe zu Ardipithecus ramidus weist ferner der wesentlich jüngere Burtele-Fuß auf, der im äthiopischen Grabungsgebiet Woranso-Mille geborgen und bislang keiner bestimmten Art zugeordnet wurde.
Welche verwandtschaftlichen Beziehungen zu älteren und jüngeren Arten bestehen, ist ungeklärt.

## Belege
1. ↑  Ann Gibbons: A New Kind of Ancestor: Ardipithecus Unveiled. In: Science. Band 326, 2009, S. 36, doi:10.1126/science.326.5949.36.
2. ↑  Tim White, Gen Suwa, Berhane Asfaw: Australopithecus ramidus, a new species of hominid from Aramis, Ethiopia. In: Nature. Band 371, 1994, S. 306–312, doi:10.1038/371306a0, Volltext (PDF).
3. ↑  Tim White, Gen Suwa, Berhane Asfaw: Corrigendum. Tim White, Gen Suwa, Berhane Asfaw: Australopithecus ramidus, a new species of early hominid from Aramis, Ethiopia. In: Nature. Band 375, Nr. 6526, 1995, S. 88, doi:10.1038/375088a0, Volltext (PDF; 63 kB).
4. ↑  Die elf Studien erschienen in Science, Band 326, Nr. 5949, 2. Oktober 2009, S. 60–106; eine Einführung befindet sich im gleichen Heft auf den Seiten 36–43.
5. ↑  Yohannes Haile-Selassie: Late Miocene hominids from the Middle Awash, Ethiopia. In: Nature. Band 412, 2001, S. 178–181, doi:10.1038/35084063.
6. ↑  Yohannes Haile-Selassie, Gen Suwa, Tim White: Late Miocene Teeth from Middle Awash, Ethopia, and early hominid dental evolution. In: Science. Band 303, Nr. 5663, 2004, S. 1503–1505, doi:10.1126/science.1092978.